# Oecobius selvagensis
Oecobius selvagensis är en spindelart som beskrevs av Jörg Wunderlich 1995. Oecobius selvagensis ingår i släktet Oecobius och familjen Oecobiidae. Inga underarter finns listade i Catalogue of Life.